# Melicodes
Melicodes is een geslacht van rechtvleugeligen uit de familie veldsprinkhanen (Acrididae). De wetenschappelijke naam van dit geslacht is voor het eerst geldig gepubliceerd in 1923 door Uvarov.

## Soorten
Het geslacht Melicodes  is monotypisch en omvat slechts de volgende soort:
- Melicodes tenebrosa (Walker, 1870)